# Путалинский
Путалинский — упразднённый посёлок в Сургутском районе Ханты-Мансийского автономного округа России. Входил в состав Локосовской сельской администрации. Существовал официально в 1988—1999 годах. В XXI веке — вахтовый посёлок Путалинский.

## География
Располагался у истоков реки Путалинский Ёган, у компрессорной станции Приобская, на расстоянии 30 км к северо-востоку от посёлка Малоюганский.

### Климат
Климат резко континентальный, зима суровая, с сильными ветрами и метелями, продолжающаяся семь месяцев. Лето относительно тёплое, но быстротечное.

## История
Возник при Приобском линейно-производственном управлении объединения «Сургутгазпром» в 1988 году.
В 1988 году населённому пункту возникшему на территории Сургутского района присвоено название Путалинский.
Упразднён в 1999 году.

## Население
| 1989 |
| ---- |
| 0    |

## Инфраструктура
На 2024 год действует Компрессорная станция № 4 «Приобская».